# 鈴木くんのこんがりトースト
鈴木くんのこんがりトースト（すずきくんのこんがりトースト）は、TBSラジオで放送されていた、平日朝のニュース・情報ワイド番組。放送時期は1985年4月8日から1990年4月6日。
1985年春に『三菱ふそう全国縦断・榎さんのおはようさん〜!』『全国こども電話相談室』『若山弦蔵の東京ダイヤル954』以外の9時間半に及ぶ番組枠を全て刷新する大改編を行い、『スーパーワイドぴいぷる』と共に開始。同時に単独番組だった『サラリーマンニュースショー 朝のファンファーレ』『歌のない歌謡曲』を本番組に統合・内包させた。
オープニングは、長めのジングル(前奏で鈴木が一言しゃべる)→鈴木によるBGMなしのヘッドラインニュース→テーマミュージック（ここで初めて両キャスターが挨拶・フリートーク。テーマミュージックが終わらないうちに、アシスタントによるとびきりモーニングのタイトルコールがある）の順。

## 出演者
- 鈴木順 （当時TBSアナウンサー）
- 長谷川昌子 （初代アシスタント、1985年4月 - 1986年4月）
- 遠藤泰子 （2代目アシスタント、1986年4月 - 1990年4月）…後番組『森本毅郎・スタンバイ!』も続投。

## 主なコーナー
- 6:30 とびきりモーニング
  - 朝一番のニュースと話題を紹介。また聴取者からの電話呼び込み告知も行った。
- 6:45 歌のない歌謡曲
  - 松下電器グループ提供の企画ネットコーナー。当番組開始からは生放送になったが、本番組のアシスタントではなく別パーソナリティが担当していた（遠藤泰子が担当するのは『スタンバイ!』になってからの）。
- 7:00 朝のファンファーレ
  - 後継番組『森本毅郎・スタンバイ!』の「ニュースズームアップ」に相当するコーナーで、前番組『サラリーマン・ニュースショー　朝のファンファーレ』から継承されたニュースコーナー。岩見隆夫、福岡政行らが日替わりのコメンテーターとして登場した。
- 7:30 俺たちサラリーマン
  - サラリーマンの意識調査を軸にした企画コーナー。このコーナーから機関誌『俺サラ新聞』や、サラリーマンによるバンドコンテスト企画などが行われた。
- 7:40 青島幸男の明日があるさ
  - 放送作家、タレントとして活躍した青島幸男のトーク番組（録音）。
- 8:00 日本全国8時です
  - JRN全国ネット枠。今朝のニュースや話題を紹介したほか、系列局を結んでの企画も放送された。日替わりのコメンテーターが登場するのは森本毅郎の登場以降。なお、当番組2代目アシスタントの遠藤は森本毅郎登場以降もアシスタントを現在まで続けている為、当番組担当時から現在も担当している。
- 8:20 話のオアシス
  - 聴取者からの電話メッセージの紹介や、ラジオカー「TBS954」からの生中継。

交通情報は6時台に2回、7時台に4回、8時台に1回放送された。このうち7時10分頃は「通勤情報」として、鉄道各線の状況も伝えた。

## テーマ曲
- 「FRUIT SALAD SUNDAY」（アルバム「PHOTOGRAPHS」収録）　カシオペア